# Ursula Schulz-Dornburg
Ursula Schulz-Dornburg (* 1938 in Berlin) ist eine deutsche Fotografin und Künstlerin. Sie lebt und arbeitet in Düsseldorf. Ihre Fotografien folgen einer minimalistischen Ästhetik und vereinen dokumentarische und konzeptionelle Ansätze. Sie ist bekannt für ihre zumeist schwarz-weiß gehaltenen seriellen Fotografien historischer Architektur in Europa, dem Kaukasus und dem Nahen Osten.

## Leben
Ursula Schulz-Dornburg wurde 1938 als Tochter des Architekten Ernst Petersen und der Bildhauerin Lisa Maskell in Berlin geboren. 1958 zog sie nach München, wo sie zunächst Ethnologie an der Universität München studierte. 1959 wechselte sie zum Studium der Fotojournalistik am Institut für Bildjournalismus in München, wo sie bis zur Schließung des Instituts im Jahr 1960 studierte.
Ihre Tochter Julia Schulz-Dornburg (* 1962) ist als Architektin tätig und seit 1999 Vorsitzende des Kuratoriums der von ihrer Großmutter gegründeten Gerda Henkel Stiftung.

## Werk
Schulz-Dornburg begann bereits als Teenager mit der großformatigen Glasplattenkamera ihres Onkels zu experimentieren. 1967 lebte sie in New York City, wo sie mit Land Art und Konzeptkunst in Berührung kam. Nach ihrer Rückkehr nach Deutschland verfolgte sie die Entwicklungen dieser Kunstbewegungen aufmerksam. Frühe Begegnungen mit Künstlern wie Robert Frank, Ed Ruscha, Robert Smithson, Michael Heizer, Richard Long und Walter De Maria hatten nachhaltigen Einfluss auf Schulz-Dornburgs konzeptionellen Ansatz in ihrer Fotografie, der sich durch ihre gesamte Karriere zieht.
Nach ihrer Rückkehr nach Deutschland war Schulz-Dornburg in der Sozialarbeit, hauptsächlich mit Drogenabhängigen, aktiv, wobei sie Fotografie als therapeutisches Mittel einsetzte. 1969 fotografierte sie Abenteuerspielplätze in Amsterdam, was zu ihrer ersten Fotoserie führte, die in Abenteuerspielplätze: ein Plädoyer für wilde Spiele veröffentlicht wurde. Diese Publikation markierte den Beginn vieler Buchprojekte, die Schulz-Dornburgs Fotografien zum Kern haben.
Schulz-Dornburgs frühe fotografische Arbeiten entstanden auf verschiedenen internationalen Reisen. Oft besuchte sie Regionen, die für ausländische Reisende schwer zugänglich waren, was ihre zukünftige Arbeit nachhaltig prägen sollte. Ihr zweites Buchprojekt, das die Vorhänge auf dem Markusplatz in Venedig dokumentiert, zeigt den Einfluss von Ed Ruschas bahnbrechendem Fotobuch Every Building on Sunset Strip. Weitere Serien aus Schulz-Dornburgs Werk der 1970er Jahre wurden in Burma, England, China und der Türkei aufgenommen. Schulz-Dornburgs Reise in den Irak im Jahr 1980, die unter anderem zu einer Fotoserie über die Marsch-Araber führte, markierte einen wichtigen Wendepunkt in ihrer Karriere. Ihre Fotografien dokumentieren die Umgebung der mesopotamischen Marschgebiete und die Kultur ihrer Bewohner kurz vor der von Saddam Hussein angeordneten Trockenlegung der Sümpfe und der daraus resultierenden Zerstörung dieses Ökosystems und der dazugehörigen Kulturlandschaft. Dieses Interesse an Umweltfragen setzte sich in anderen Serien wie Ewiger Weizen fort. Letztere dokumentiert z. B. die Artenvielfalt von Weizensorten und deren Rückgang durch industrielle Monokultur, indem über hundert einzigartige Weizenähren und Samen durch serielle Fotografien festgehalten wurden.
Schulz-Dornburg erlangte erstmals internationale Anerkennung mit ihrer Serie Sonnenstand, die Einsiedeleien entlang des spanischen Teils des Jakobswegs dokumentiert. Bestürzt über die Zerstörungen des Ersten Irakkriegs suchte sie nach einer Zeit und einem Ort harmonischen Zusammenlebens und gegenseitiger Inspiration verschiedener Kulturen. Für Schulz-Dornburg verkörperte die mozarabische Architektur der Einsiedeleien aus dem 10. und 11. Jahrhundert entlang des Jakobswegs diese transkulturelle Perspektive. Der Fokus der Serie auf die Bewegung des Lichts, das durch die Fenster der Apsis der Kapellen eingefangen wird, verdeutlicht Schulz-Dornburgs konzeptuellen Stil und ihre Gabe, Bedeutung durch das Wechselspiel von Licht und Dunkelheit zu erzeugen.
In den späteren Jahren ihrer Karriere reiste Schulz-Dornburg wiederholt nach Armenien, Russland und Syrien und nach Georgien, Kasachstan und Saudi-Arabien sowie in weitere Regionen. Die Reisen nach Armenien führten zu mehreren Fotoserien, darunter ihr bekanntestes Projekt Transitorte, das Bushaltestellen aus der Sowjetzeit zeigt. Weitere bemerkenswerte Serien umfassen Ansichten der antiken Stadt Palmyra vor ihrer teilweisen Zerstörung durch den IS, den Berg Ararat, aufgenommen von Armenien aus über die Grenze zur Türkei, abstrakte monumentale Skulpturen in Kronstadt sowie die verlassene Architektur der Hedschasbahn in Saudi-Arabien. Ihre letzten beiden Serien Opytnoe Pole und Chagan stammen von einer Reise im Jahr 2012 zum ehemaligen sowjetischen Atomwaffentestgelände Semipalatinsk in Kasachstan, wo sie Bauten fotografierte, die speziell zur Erprobung der Auswirkungen von Nuklearexplosionen errichtet wurden. Die Erfahrung der extremen Zerstörungskraft des Menschen veranlasste Schulz-Dornburg nach dieser Reise dazu, keine neuen Fotoprojekte mehr zu beginnen.
Obwohl Schulz-Dornburgs Fotografien nur selten Menschen zeigen, untersucht ihr Werk die Geschichte der Menschheit, existenzielle menschliche Fragen und die Auswirkungen menschlichen Handelns auf die Umwelt und Kulturlandschaften. Indem sich ihre Serien meist auf die bauliche Umwelt konzentrieren, fangen sie Räume ein, die Übergänge symbolisieren, sich im Wandel befinden oder als Überreste einer überformten Vergangenheit weiterbestehen. Schulz-Dornburgs Fotografien fangen politische Machtverschiebungen ein und reflektieren so über Grenzen und Grenzverschiebungen, die architektonische Artefakte hinterlassen, deren anachronistische Natur Zeugnis der Vergangenheit ablegt. Schulz-Dornburg verbindet diese politischen und historischen Transformationen mit kosmologischen Überlegungen zum Platz des Menschen im Universum. Konzeptuell und kompositorisch ist für Schulz-Dornburg der Horizont die wichtigste Koordinate, die eine Aufnahme verankert und zugleich einen Übergangsraum darstellt.
Die meisten von Schulz-Dornburgs Serien wurden mit einer Hasselblad-Kamera aufgenommen, jedoch benutzte sie für einige Serien (insbesondere Kronstadt und Memoryscapes) eine Canon-Ixus-Kamera. Hauptsächlich in Schwarz-Weiß fotografierend und meist auf Silbergelatine druckend, zeichnet sich Schulz-Dornburgs Arbeit in der Regel durch einen „objektiven“ und nüchternen Stil aus. Dieser dokumentarische Ansatz führt zu typologischen Serien ihrer Motive, was sie stilistisch mit der Düsseldorfer Photoschule in Verbindung bringt. Schulz-Dornburgs methodische Recherchearbeit zu jedem ihrer Themen verleiht ihren Fotografien Intention, und die minimalistische Klarheit bereichert die scheinbar objektive Haltung mit symbolischen Bedeutungsdimensionen, die die inhärent politische Natur ihrer Arbeit widerspiegeln.
Die Mehrzahl von Schulz-Dornburgs Serien wurden in Fotobüchern oder Ausstellungskatalogen veröffentlicht, von denen viele von Schulz-Dornburg selbst oder unter ihrer aktiven Beteiligung gestaltet wurden. Schulz-Dornburg verfolgt keine neuen Fotoprojekte, stellt jedoch weiterhin aus und veröffentlicht unbekannte Serien aus ihrem Archiv. Im Jahr 2022 spendete Schulz-Dornburg ihr Archiv dem Getty Research Institute in Los Angeles, wo es katalogisiert und qualifizierten Forschern zugänglich gemacht wird.

## Ehrungen
- 2016: AIMIA AGO Photography Prize der Art Gallery of Ontario.[14]
- 2018: Photography Catalogue of the Year Award der Paris Photo–Aperture Foundation PhotoBook Awards, Paris für The Land In Between.[15]
- Dezember 2024: Kunstpreis des Landes Nordrhein-Westfalen.[16]
- Mai 2025: Bernd-und-Hilla-Becher-Preis (Hauptpreis).[17]

## Ausstellungen (Auswahl)
- 2023: Neue Ankäufe im K21 / Kunstsammlung NRW[18]
- 2023: Huts, Temples, Castles / Aedes Architecture Forum, Berlin

- 2023: Memoryscapes / Large Glass, London

- 2021: Verschwundene Landschaften / Aedes Architekturforum, Berlin

- 2019: Zone Grise – The Land In-Between / Maison Européenne de la Photographie, Paris (4. Dezember 2019 – 16. Februar 2020)

- 2018: No man's land, British Museum, London

- 2018: The Land In-Between, Fotografien von 1980 bis 2012 / Städel Museum, Frankfurt am Main
- 2017: Auf dem Weg nach Kronstadt / Galerie Elke Dröscher - Kunstraum Falkenstein, Hamburg

- 2016: Enso: Ursula Schulz-Dornburg und Taizo Kuroda / Tristan Hoare Gallery, London

- 2015: Architekturen im Atombombentestgebiet / Galerie Elke Dröscher - Kunstraum Falkenstein, Hamburg

- 2014: Kuchatov /Architekturen im Atombombentestgebiet, AEDES, Berlin
- 2013: Kronstadt / Raketenstation Hombroich, Neuss
- 2013: Steinschiffe / Kunstmuseum Bochum
- 2011–2012: Von Medina an die Jordanische Grenze / Pergamonmuseum, Berlin
- 2011: Niemandslicht / Kunstmuseum Bochum, Germany
- 2009: Solar Position /Tristan Hoare Gallery, London

- 2009: Horizontabschreitung. Arbeiten von Miroslaw Balka und Ursula Schulz-Dornburg / Kunstparterre München
- 2008: Tongkonan, Alang und das Haus ohne Rauch / Aedes am Pfefferberg, Berlin
- 2008: LUZ DE LA FOTOGRAFÍA. SILENCIO DE LA ARQUITECTURA. / Auditorio de San Francisco, Ávila
- 2008: Photographie / Beck & Eggeling new quarters, Düsseldorf
- 2008: Objectivités – La photographie à Düsseldorf (Gruppenausstellung) / Musée d’Art Moderne de la Ville de Paris - MAM/ARC
- 2008: presencia y ausencia / Fundación BBK, Bilbao
- 2008–1992: Sonnenstand / Art Institute of Chicago; Corcoran Gallery of Art, Washington DC; Galerie Wittrock, Düsseldorf; Drei Kapellen Kirkeby-Feld, Museum Insel Hombroich, Neuss (Dauerausstellung); Bibliotheca Alexandrina, Alexandria, Ägypten
- 2007: Fotografien / Krefelder Kunstverein, Krefeld
- 2006: Irak. Verschwundene Landschaften / Galerie Heike Curtze, Berlin
- 2006: PAGAN Zeit aus Stein / Galerie Sabine Knust, München[19]
- 2006–2004: Architekturen des Wartens / Museum Ludwig, Köln; Galerie Elke Dröscher, Hamburg; Galerie AEDES West, Berlin
- 2006: Wüste am 45. Längengrad / Kunst-Station St. Peter (Köln)
- 2004: Erinnerungslandschaften / Galerie Werner Klein, Köln
- 2004–2002: Across the territories / Galeria Casa Vallarta, Guadalajara, Mexiko; Centro Fotogràfico Alvares Bravo, Oaxaca, Mexiko; Institut Valencià d’Art Modern (IVAM), Valencia
- 2002: Der 45. Längengrad / Galerie Sabine Knust, München
- 2002: Transit Orte / Galerie Werner Klein, Köln[20]
- 2001: Transitsites / Neuhoff Gallery, New York / Galerie Wittrock, Düsseldorf

- 2001: Vorhänge am Markusplatz in Venedig mit Katharina Sattler / Galerie Elke Dröscher, Hamburg

- 2000: Grenzlandschaften / Galerie Wittrock, Düsseldorf
- 1999–1992: Weizen / in: Gen-Welten, Kunst- und Ausstellungshalle der Bundesrepublik Deutschland, Bonn; in: Naturale Reality, Ludwigforum, Aachen; Museum der Brotkultur, Ulm
- 1984–1981: Der Tigris des alten Mesopotamien mit F. Rudolf Knubel / Museum Quadrat Bottrop, Bottrop; Museum des 20. Jahrhunderts, Wien; Kestnergesellschaft, Hannover
- 1979: Ansichten von Pagan mit F. Rudolf Knubel; Deutsche UNESCO-Kommission, Bonn; Stadtmuseum Düsseldorf
- 1976: Palace Pier, Brighton mit Katharina Sattler / Kaiser-Wilhelm-Museum, Krefeld
- 1975: Vorhänge am Markusplatz in Venedig mit Katharina Sattler / Galerie Heiner Friedrich, München; Galerie Wittrock, Düsseldorf[21]

## Bildbände, Kataloge und andere Veröffentlichungen
- Mit Katharina Sattler: Vorhänge Am Markusplatz in Venedig: 5.-9. Mai 1973. DuMont, Köln 1974, ISBN 978-3-7701-0833-6.
- Mit Katharina Sattler. Palace Pier Brighton. DuMont, Köln 1976, ISBN 978-3-7701-0942-5.
- Mit Rudolf Knubel: Ansichten von Pagan, Burma. DuMont, Köln 1978, ISBN 978-3-7701-1074-2.
- Mit Rudolf Knubel: Der Tigris Des Alten Mesopotamien, Irak 1980. Kestner-Gesellschaft, Hannover 1981, OCLC-Schlüssel 8923326. (Mit einem Text von Carl Haenlein.)
- Mit Jowa Imre Kis-Jovak, Hetty Nooy-Palm und Reimar Schefold: Banua Toraja: Changing Patterns in Architecture and Symbolism among the Sa'dan Toraja, Sulawesi, Indonesia. The Royal Tropical Institute, Amsterdam 1988, ISBN 978-90-6832-207-1.
- Mit Dietmar Kamper: Sonnenstand: Acht Kalenderbauten auf dem Weg nach Santiago de Compostela. DuMont, Köln 1993, ISBN 978-3-7701-3195-2.
- Niels Gutschow, Christian Graf von Hatzfeld (Hrsg.): Bagmati. Hamburg Environmental Institute, Hamburg 1995, OCLC-Schlüssel 1126012296.
- Mit Peter Kammerer: Ewiger Weizen. Vater und Sohn Eiselen-Stiftung, Ulm 1995, ISBN 978-3-926186-06-5.
- Sonnenstand. Medieval Hermitages along the Route to Santiago de Compostela. Galerie Wolfgang Wittrock, Düsseldorf 1996, OCLC-Schlüssel 40214209.
- Mit Matthias Bärmann: Grenzlandschaften. Wolfgang Wittrock Kunsthandel, Düsseldorf 2000, OCLC-Schlüssel 729336657.
- Mit Matthias Bärmann: TransitSites. Galerie Wittrock Düsseldorf/Neuhoff Gallery New York, Düsseldorf/New York/Berlin 2001, OCLC-Schlüssel 416975899.
- Juan García Rosell, J.C. Pestano: Ursula Schulz-Dornburg. A Través de Los Territorios / Across the Territories. IVAM, Valencia 2002, ISBN 978-84-482-3197-2. (Mit einem Vorwort von Kosme de Barañano und Texten von Matthias Bärmann, Kenneth White et al.)
- Mit Hans Belting, Tadashi Otsuru, Werner Klein (Hrsg.): Transit Orte. Galerie Werner Klein, Berlin 2002, OCLC-Schlüssel 314733065.
- Mit Kristin Feireiss, Matthias Bärmann: Architekturen des Wartens: Fotografien; Bushaltestellen in Armenien, Bahnhöfe der Hejaz-Bahn in Saudi-Arabien; Galerie Aedes West, Ausstellung vom 29.10. bis 12.12.2004. Galerie Aedes West, Berlin 2004, ISBN 978-3-937093-37-6.
- Wüste Am 45. Längengrad. Wolfgang Wittrock Kunsthandel, Berlin 2006, OCLC-Schlüssel 180961563.
- Mit Jan Thorn-Prikker: Pagan: Zeit aus Stein; Ursula Schulz-Dornburg Fotografien; Ausstellung Oktober und November 2006 Galerie Sabine Knust München. Galerie Sabine Knust, München 2006, ISBN 978-3-939149-05-7.
- Mit Kristin Feireiss, Matthias Bärmann: Architekturen des Wartens: Fotografien; Bushaltestellen in Armenien, Bahnhöfe der Hejaz-Bahn in Saudi-Arabien. 2., erweiterte Auflage. Galerie Aedes West/Verlag der Buchhandlung Walter König, Berlin/Köln 2007, ISBN 978-3-86560-276-3.
- Mit Matthias Bärmann: Sonnenstand. Kalenderbauten. Goethe-Institut Ägypten/Bibliotheca Alexandrina, Berlin 2008, OCLC-Schlüssel 930254843.
- Mit Kosme María de Barañano (Hrsg.): Light of photography, silence of architecture = Luz de la fotografía, silencio de la arquitectura. Fundación Siglo para las Artes de Castilla y León, Valladolid 2008, ISBN 978-84-92572-11-3. (Katalog zur Ausstellung in Ávila, 2008.)
- Mit Kosme María de Barañano (Hrsg.): Ursula Schulz-Dornburg: presentzia eta ausentzia = presencia y ausencia. Bilbao Bizkaia Kutxa Fundazioa, Bilbao 2008, ISBN 978-84-8056-263-8.
- Mit Kristin Feireiss, Jürgen Commerell (Hrsg.): Tongkonan, Alang, and the House without Smoke. Photographs; 24.10. - 27.11.2008. Edition Aedes, Berlin 2008, ISBN 978-3-937093-97-0.
- Mit Mirosław Bałka, Julian Heynen: Mirosław Bałka - Ursula Schulz-Dornburg, Horizontabschreitung: dieser Katalog erscheint am Ende der Ausstellung, die im Kunstparterre München vom Januar bis Oktober 2009 stattfand. Kunstparterre, München 2009, ISBN 978-3-9811533-3-0.
- Mit Wolfgang Scheppe (Hrsg.): Some works. Hatje Cantz, Ostfildern 2014, ISBN 978-3-7757-3779-1.
- Mit Kristin Feireiss, Hans-Jürgen Commerell, Shoair Mavlian: Architectures of waiting, Architekturen des Wartens: photographs; bus stops in Armenia, train stations of the Hejaz Railway in Saudi Arabia. 3. Auflage. König, Köln 2015, ISBN 978-3-86335-674-3. (Anlässlich der Ausstellung Structure and Clarity: Charlotte Posenenske and Ursula Schulz-Dornburg im Tate Modern, 2014/2015.)
- Mountain. Hartmann Books, Berlin 2016, ISBN 978-3-96070-008-1.
- Mit Martin Engler, Fiona Elliott, Christiane Fischer: The Land in between: Photographs from 1980 to 2012. Mack, London 2018, ISBN 978-1-912339-15-0.
- Yerevan 1996/1997. Mack, London 2019, ISBN 978-1-912339-49-5.
- Zone grise: the land between. Mack, London 2019, ISBN 978-1-912339-52-5.
- Mit Martin Zimmermann: Die Teilung der Welt: Zeugnisse der Kolonialgeschichte. Verlag Klaus Wagenbach, Berlin 2020, ISBN 978-3-8031-3697-8.
- Mit Peter Kammerer, Kristin Feireiss, Hans-Jürgen Commerell (Hrsg.): Von Sanaa nach Ma'rib. Aedes, Berlin 2021, ISBN 978-3-943615-64-7.
- Bugis Houses, Celebes. Mack, London 2021, ISBN 978-1-913620-33-2. (Mit einem Essay von Sirtjo Koolhof.)
- Huts, Temples, Castles: Jongensland Oost, 1969-70. Mack, London 2022, ISBN 978-1-913620-82-0.

## Sammlungen
Schulz-Dornburg's Werk ist Teil folgender öffentlich zugänglicher Sammlungen:
- Aedes Architecture Forum, Berlin
- Art Institute of Chicago[22]
- Bibliothèque nationale de France[23]
- British Museum
- Buffalo AKG Art Museum[24]
- Getty Research Institute[25][26][27][28][29][3]
- Institut Valencià d’Art Modern
- J. Paul Getty Museum[30]
- Kunstmuseum Bochum[31]
- Kunstpalast Düsseldorf
- Kunstsammlung Nordrhein-Westfalen[32][33]
- Maison européenne de la photographie (MEP)
- Milwaukee Art Museum[34]
- Minneapolis Institute of Art[35]
- Musée d'Art Moderne de Paris[36]
- Museum Ludwig, Köln[37]
- National Gallery of Art[38]
- National Gallery of Canada[39]
- Pinakothek der Moderne[40]
- Santa Barbara Museum of Art[41]
- Stadtmuseum Düsseldorf
- Städel Museum
- Tate Modern[42]
- Victoria and Albert Museum